# فاینال فانتزی نوع صفر
فاینال فانتزی نوع صفر (انگلیسی: Final Fantasy Type-0) یک بازی ویدئویی در سبک اکشن نقش آفرینی از مجموعه بازی‌های فابولا نوا کریستالیس است که توسط اسکوئر انیکس در نوامبر ۲۰۱۱ برای کنسول بازی دستی پلی‌استیشن همراه منتشر شد.